# تصویربرداری فراصوت عملکردی
تصویربرداری فراصوت عملکردی (Functional ultasound imaging) (fUS) یک نوع تصویربرداری فراصوت برای تشخیص یا اندازه‌گیری تغییرات در فعالیت‌های عصبی و متابولیسم می‌باشد. به عنوان مثال اندازه‌گیری فعالیت مغزی با استفاده از اندازه‌گیری جریان خون یا تغییرات همودینامیک در یک ناحیه از مغز. مبنای این روش اثر دوپلر می‌باشد.

این ابزار تعمیمی از روش تصویربرداری داپلر میباشد. 

## مقدمه
مغز از حدود 86 میلیارد نورون (یاخته های عصبی انگیزش پذیر) و تقریبا همان تعداد نوروگلی (یاخته های عصبی انگیزناپذیر) تشکیل شده است. همچنین هر کدام از این نورونها با بعضی از نورون های دیگر از طریق ساختاری زیستی به نام سیناپس در ارتباط میباشد. در مغز میلیاردها نورون باهم در ارتباط اند و پیام های الکتریکی را به یکدیگر منتقل میکنند. هر دسته از نورون ها در مغز فعالیت خاصی را انجام میدهند و می توان آنها را به صورت شبکه های عصبی جداگانه ای در نظر گرفت که هر کدام برای انجام فعالیتی مشخص در طول زمان فرگشت پیدا کرده اند. برای مثال یک دسته به درد و یک دسته به حرکات , یک دسته به حس بویای و همین طور یک دسته به بینایی و... اختصاص داده شده اند البته باید خاطرنشان کرد که ساختار مغز خیلی پیچیده تر از اینها میباشد.
هنگامی که یک سلول عصبی به نحوی مناسب برانگیخته شود، پتانسیل الکتریکی غشا سلول در اثر تغییر غلظت یون ها در دو طرف آن دچار تغییر ولتاژ می شود. این تغییر از نقطه تحریک شروع شده و در تمامی سطح غشا سلول پراکنده می شود. این تغییر در پتانسیل که به آن پتانسیل عمل  (Action potential)  می گویند را می توان همانند پیامی در نظر گرفت که می تواند از این نورون به نورون دیگری از طریق سیناپس منتقل شود. فرایند انتقال پیام های عصبی را می توان تا حدودی به بازی دومینو شبیه دانست، در واقع تحریک عصبی یک نورون می تواند باعث تحریک عصبی نورون های متصل به آکسون های خود شود و این روند نیز می تواند در نورون بعدی تکرار شود.
فعالیت های مغزی را میتوان با استفاده از روش هایی که مستقیما از فعالیت ها الکتریکی مغز تصویر برداری می کنند همانند استفاده از رنگدانه های حساس به ولتاژ (Voltage-sensitive dyes) ، تصویربرداری کلسیومی، الکتروانسفالوگرافی(EEG) و مگنتوانسفالوگرافی (MEG) اندازه گیری کرد یا بصورت غیر مستقیم با اندازه گیری هایی که بر میزان گردش جریان خون و تغییرات همودینامیک آن مبتنی هستند، مانند: تصویرسازی تشدید مغناطیسی کارکردی (fMRI) ، توموگرافی گسیل پوزیترون(PET)، طیف نگاری کارکردی مادون قرمز نزدیک (fNIRS) یا تصویربرداری فراصوت داپلر(Doppler ultrasonography) این فعالیت ها را ثبت کرد.
روش های مبتنی بر نور به طور کلی بالاترین وضوح و رزولوشن مکانی و زمانی را ارائه می دهند ؛ با این حال ، به دلیل پراکندگی، دارای عمق نفوذ کم می باشد که باعث می شود استفاده از آنها محدود به بررسی قشر مغز بشود. همچنین میدان دید این نوع تصویر برداری کوچک می باشد و مناسب برای مطالعه رفتار تک نورون ها یا یک دسته از نورون ها می باشد.بنا به دلایل ذکر شده، از این روش بیشتر در مدل های حیوانی پس از حذف یا نازک کردن قسمت جزئی از جمجه (به منظور نفوذ بهتر نور در بافت) استفاده می شوند. 
fMRI  که سیگنال های که نشان دهنده سطح اکسیژن خون (blood-oxygen level Dependent) و به طبع آن تغییر در پارامتر استراحت طولی  T2 را اندازه گیری می کنند و همچنین PET که پرتوهای گاما ناشی از رادیودارو هایی همانند FDG که در نواحی از مغز که دارای فعالیت بیشتری و مصرف بالاتر گلوکوز هستند، تجمع پیدا میکند را اندازه گیری می کنند، تنها تکنیک های مرسومی هستند که قادر به انجام تصویربرداری از فعالیت عمق مغز می باشند. هنگامی که فعالیت عصبی افزایش می یابد و در نتیجه چون مصرف اکسیژن بیشتر میشود ، سیگنال های BOLD افزایش میابند و بصورت عملکردی ما درمیابیم که در کجا جریان خون به طور قابل توجهی افزایش یافته است . در واقع ، تصویربرداری عمیق از پاسخ های همودینامیکی مغزی توسط fMRI ، به دلیل غیرتهاجمی بودن، راه را برای اکتشافات مهم علوم اعصاب در مراحل اولیه هموار کرده و برای انسان قابل اجرا می باشد. با این حال ، fMRI نیز محدودیت هایی دارد. در ابتدا ، هزینه زیاد و بزرگ بودن اندازه ماشین آلات MR می تواند مانع بزرگی باشد. همچنین، fMRI  با این اینکه SNR خوبی دارد ولی رزولوشن زمانی بزرگی دارد و این مسئله مانعی در تصویربرداری از حوادث گذرا مانند صرع با fMRI  است. نهایتا هم، fMRI  برای همه کاربردهای بالینی مناسب نیست. مثلا، حساسیت fMRI  به حرکات جسم مورد تصویر برداری باعث می شود، استفاده از آن برای تصویربرداری از نوزادان که معمولا با حرکات کودک همراه است، به ندرت انجام می شود. 
همانند fMRI ، رویکرد سونوگرافی کارکردی مبتنی بر داپلر بر اساس ارتباط  و همبستگی اعصاب و عروق است و در نتیجه در طی فرایند اندازه گیری تغییرات حجم خون مغزی (CBV - Cerebral blood volume) توسط خصوصیات مکانی-زمانی این همبستگی عصبی-عروقی محدود میشود.  
 CBV  یک پارامتر مناسب برای تصویربرداری عملکردی است که در حال حاضر در تصویربرداری های دیگری مانند CBV-weighted fMRI و intrinsic optical imaging  استفاده میشود. تا کنون میزان پاسخ مکانی-زمانی CBV به طور گسترده ای مورد مطالعه قرار گرفته است و اطلاعات بسیاری در این رابطه در دسترس می باشد. رزولوشن مکانی پاسخ برانگیخته حسی CBV میتواند تا حدود 100 میکرومتر در جهت ستون های قشری مغز (از نظر اندازه) کوچک باشد. در پاسخ به محرک های فوق کوتاه  (300μs) ، عملکرد پاسخ ضربه CBV به طور معمول از 0.3 ثانیه بعد شروع شده و در حدود t=1s ماکزیمم می شود، که بسیار کندتر از فعالیت های الکتریکی زیربنایی یاد شده است.

## تکنیک های قدیمی تصویربرداری عملکردی برپایه اثر داپلر
تغییرات همودینامیکی مغز اغلب به عنوان یک نشانگر جایگزین برای فعالیت عصبی استفاده می شود که مکان های فعالیت مغز را به نمایش میگذارد . قسمت عمده پاسخ همودینامیکی در عروق کوچک اتفاق می افتد.  در حالی که ، روش های قدیمی سونوگرافی داپلر معمولی حساسیت کافی برای تشخیص جریان خون در چنین رگ های کوچکی را ندارد.

### داپلر فرا جمجمه ای کارکردی (Functional Transcranial Doppler - fTCD)
با استفاده ار تکنیک های تصویربرداری داپلر قدیمی می توان عملکرد مغز را از طریق اندازه گیری جریان خون، مطالعه کرد. در داپلر فرا جمجمه ای کارکردی، با استفاده از یک مبدل فرکانس پایین (1-3 مگاهرتز) از طریق پنجره استخوان گیجگاهی با حالت داپلر پالس معمولی ، جریان خون را در یک مکان کانونی تخمین میزنند. با این روش  میتوان پروفایل زمانی سرعت جریان خون در شریانهای بزرگ اصلی مانند شریان مغزی میانی (MCA) را بدست آورد. از مقایسه مقدار ماکزیمم سرعت جریان خون در شرایط فعالیت و استراحت بین دونیمکره مغز می توان به جانبی شدن یا همان عدم تقارن در مغز پی برد.

### داپلر توان (Power Doppler)
در این روش انرژی امواج فراصوت پس افکنش شدن (backscattered) در اثر گلبول های قرمز را اندازه گیری کرده و از آن میزان گلبول های قرمز در هر پیکسل را می سنجند. این روش تصویر برداری اطلاعاتی در رابطه با سرعت جریان خون نمی دهد اما سیگنال به دست آمده متناسب با حجم خون در هر پیکسل است. با این وجود، روش های قدیمی داپلر توان دارای حساسیت لازم برای شناسایی سرخرگ ها یا سیاه رگ های کوچک نیستند و از این رو برای مطالعه فعالیت محلی نورون ها به واسطه همبستگی عصبی-عروقی، مناسب نمی باشد.

## داپلر فوق حساس و تصویر برداری فراصوت کارکردی

### داپلر فوق حساس (Ultrasensitive Doppler)
بر اساس اسکنر های مافوق سریع کار می کند و قادر به تصویر برداری هزاران فریم بر ثانیه میباشد که این اتفاق SNR داپلر توان را بدون استفاده از هیچگونه ماده حاجبی (Contrast agent) افزایش می دهد. درعوض حصول خط به خط تصویر همانند دستگاه های قدیمی فراصوت، در تکنولوژی فوق سریع فراصوت از امواج صفحه ای مورب شده متوالی استفاده می شود که بعدا با یکدیگر ترکیب همدوس میشوند تا تصویر نهایی را تشکیل دهند. جمع همدوس امواج بازگشتی باعث حذف شکل موج های غیر هم فاز شده و منجرب به باریکتر شدن تابع نقطه گستر (Point spread function - PSF) خواهد شد که معادل افزایش رزولوشن مکانی می باشد. رزولوشن مکانی خیلی خوبی را به ما عرضه میدارد و قادر به تصویر کشیدن آنژیو گرافی نیز می باشد.پیاده سازی این تکنیک نیاز به کارگیری پلتفرم تحقیقاتی فوق سریع پردازش تصویر در کنار کانال موازی اخذ دیتا می باشد و به دلیل بالا بودن حجم اطلاعات نیاز به برنامه نویسی GPU بلادرنگ و سریع می باشد. اخذ دیتا متناسب با طول دوره اندازه گیری می تواند به راحتی بیشتر از چند گیگابایت دیتا را فراهم کند.

### تصویر برداری فراصوت کارکردی (functional Ultrasound imaging)
در این روش با بهبود سیگنال به کار رفته، می توان حساسیت لازم برای تصویر برداری از سرخرگ هایی با ابعاد کوچکتر ( تا حدود 1mm/s ) که مرتبط با فعالیت های نورونی هستند را اندازه گیری کرد. همچنین با استفاده از تحریک های حسی، شنوایی، بینایی و غیره  و بررسی نواحی فعال شده در مغز در اثر تحریک های بکار رفته، می توان یک نقشه از فعالیت های مغزی و کارکرد نقاط مختلف مغز و همچنین میزان مشارکت هر ناحیه در فعالیت های مختلف را به دست آورد.
تصویر برداری فراصوت کارکردی در واقع حجم خون مغزی (CBV) را اندازه گیری می کند و اندازه تأثیر آن در حدود 20 درصد می باشد.که خیلی حساس تر (از نظر آماری) نسبت به fMRI هست که در آن اندازه تاثیر BOLD از چند درصد تجاوز نمی کند. می توان نقشه هایی بر اساس میزان همبستگی و دیگر پارامترهای آماری به دست آید که در آن نواحی فعال شده، برجسته تر و مشخص تر شده اند. در تحقیقات صورت گرفته بروی راسوها، نشان داده شده است که تصویر برداری فراصوت کارکردی رزولوشن فضایی در حدود 100 میکرومتر در فرکانس 15Mhz دارد. همچنین به اندازه کافی حساس می باشد که قادر به تشخیص تک-کوششی (Single-trial detection) در نخستی سانان می باشد.

### تصویر برداری فراصوت کارکردی 4 بعدی (functional Ultrasound imaging 4D)
بعضی از محققان تصویر برداری فراصوت کارکردی 4 بعدی از فعالیت تمامی مغز را بروی جوندگان انجام داده اند. به طور کلی از نظر تکنولوژی دو شیوه متفاوت برای اخذ تصاویر  3 بعدی و 4 بعدی fUS وجود دارد که هر کدام مزایا و معایب خود را دارند. روش اول تصویر برداری مقطع نگاری است که موفقیت آن برای تعدادی از کاربردها همانند تصویر برداری 3 بعدی رتینوتوپیک از مغز جوندگان و نقشه برداری 3 بعدی تنوتوپیک از سیستم شنوایی راسوها نشان داده شده است. روش دوم بر مبنای ماتریسی 2 بعدی از مبدل های فرکانس بالا است که با تجهیرات الکترونیکی دارای تعداد بالای کانال کوپل شده است.

#### تصویر برداری مقطعی فوتوآکوستیک
از دستگاه لیزر استفاده میشود سپس گلبول های قرمز با دریافت انرژی گرم شده و مقداری از انرژی خود را به صورت فراصوت از دست میدهند که توسط پروب های اولتراسوند جذب و تصویر مقطع پس از محاسبات ریاضی حاصل به عمل می آید.

## مزایا و معایب

### مزایا
- سیگنال به نویز بالا و اندازه تأثیر برزگتر از 15 درصد
- رزولوشن فضایی بالا ( 100 میکرومتر در 15 مگاهرتز برای کاربرد های بالینی)
- سازگاری با دیگر روش های به کار رفته توسط فیزیولوژیست ها
- می تواند در حالت بیداری استفاده شود. در هر دو حالت سر ثابت شده و آزاد قابل استفاده است.
- نسبت به fmri، ارزان قیمت تر و کوچک تر است.
- نیاز به کالیبراسیون ندارد. همچنین زمان لازم برای راه اندازی آن کوتاه است
- ایجاد توانایی مطالعه نواحی زیر قشر مغز با عمق بیشتر در مقایسه با روش های اپتیکی
- قابلیت ایجاد تصاویر دو بعدی

### معایب
- نمی تواند از روی جمجمه (به جز موش) مورد استفاده قرار بگیرد. برای حل این مشکل میتوان از روش های نازک کردن جمجمه، پنجره TPX و یا مواد حاجبی که باعث افزایش پژواک زایی خون می شود استفاده کرد.
- جریان خون مویرگی در حدود 0.5mm/s می باشد که میتواند فیلتر شده و قابل تشخیص نباشد.
- تکنولوژی آرایه ماتریس 2 بعدی برای ایجاد تصاویر 3 بعدی در fUS هنوز در مراحل تحقیقاتی می باشد و دارای مشکلاتی در زمینه حساسیت می شود. همچنین روش مقطح نگاری نیز رزولوشن زمانی کمتری نسبت به روش آرایه ماتریس 2 بعدی دارد.

## کارها و کاربرد های غیرکلینیکی تصویربرداری عملکردی اولتراسوند

### از نظر غیر تهاجمی بودن و دیرینه و مزمن بودن بیماری
در کار Sieu et al  جمجمه تعدادی موش برداشته شده و به جای آن polymethylpentene (PMP) که نوعی پلاستیک بوده گذاشته شده و ازعملکرد مغز موش ها به مدت یک سال تصویر برداری میشده است. همچنین در کارRungta et al  هم از همین ماده ولی پولیش داده شده که علاوه بر امواج اولتراسوند امواج فرابنفش و نور مرئی را نیز عبور میدادند و تصویر برداری همراه با فوتو ژنتیک  انجام میشده است.  

### از نظر بررسی کل مغز و تصاویر سه بعدی
در کار Osmanski et al  موش ها به دو دسته تقسیم شدند و در مجاورت دو نوع مولکول قرار گرفتند و بعد از چلنج سختی تصاویر سه بعدی از مغز آن ها ایجاد شده در کار دیگری Gesnik et al  با تسک های دیداری این کار صورت گرفته است.

### از نظر هوشیاری و آزادی حیوان
در کار Sieu et al  موش ها بصورت آزادانه قادر به حرکت بودند و تصویر برداری یک سال صورت گرفت لازم به ذکر است که در این کار از EEG هم استفاده شده و مثال خوبی برای ترکیب دو مدالیته می باشد. در کار دیگری Urban et al  موش ها بصورت زنده در یک راهرو یا کریدور قرار گرفته بودند و تصویر برداری عملکردی با اولتراسوند از آن ها صورت میگرفته است.

### از نظر بررسی ارتباطات مغزی
در کار Osmanski et al    ارتباطات مغزی در موش هایی که در شیر مادرشان فاقد نوع خاصی از پروتئین بودند بررسی شد که این ارتباطات مغزی با استفاده از fUS  به نتایج خوبی رسید.

## کارها و کاربرد های کلینیکی تصویربرداری عملکردی اولتراسوند
اخیرا با استفاده از دو پروب اولتراسوند که از پنجره های گیجگاهی به داخل مغز نگاه کردند توانستند اطلاعاتی راجه به حجم خون در رگ های بزرگ مغز مثل MCA برداشت کنند از این کار برای بررسی کارکرد نیم کره ها در چپ دست ها استفاده شده ، کار های کلینیک دیگر میتوان به تصویر برداری از مغز نوزادان اشاره کرد. در عمل جراحی مغز با استفاده از اولتراسوند میتوان بصورت بی درنگ تصاویری از عمق مغز داشته باشیم . از این حالت برای کانون یابی حملات صرع قابل استفاده است و پس قابل لمس است که تصویر برداری اولتراسوند عملکردی به سمتی گام بر میدارد که استفاده های کلینیکی آن جایگاه خوبی را در آینده خواهد پیدا کرد.  

## جمع بندی
تصویر برداری اولتراسوند عملکردی همان گونه که گفتیم رزولوشن زمانی مکانی خوبی را میتواند برای ما مقدور سازد و پرتابل بودن و قابلیت جابه جایی آن به ما کمک میکند که بتوانیم از دستگاه را به اتاق بیمار یا آزمایشگاه های حتی مرطوب یا محل نگهداری یک حیوان ببریم. از قابلیت های دیگر آن این است که میتوان با دستگاه های مدالیته دیگر مثل PET یا EEG  همراه و ترکیب شود.
از محدودیت های آن نیز میتوان این مسئله را نام برد که در صورتی که بخواهیم از درون استخوان جمجمه تصویر برداری کنیم بدون داشتن ماده حاجب با مشکلاتی همراه خواهیم بود.

## مراجع
1. ↑  Bose, K. S.; Sarma, R. H. (1975-10-27). "Delineation of the intimate details of the backbone conformation of pyridine nucleotide coenzymes in aqueous solution". Biochemical and Biophysical Research Communications. 66 (4): 1173–1179. doi:10.1016/0006-291x(75)90482-9. ISSN 1090-2104. PMID 2.
2. 1 2  Sieu, Lim-Anna; Bergel, Antoine; Tiran, Elodie; Deffieux, Thomas; Pernot, Mathieu; Gennisson, Jean-Luc; Tanter, Mickaël; Cohen, Ivan (2015-08-03). "EEG and functional ultrasound imaging in mobile rats". Nature Methods. 12 (9): 831–834. doi:10.1038/nmeth.3506. ISSN 1548-7091.
3. ↑  Rungta, Ravi L; Osmanski, Bruno-Félix; Boido, Davide; Tanter, Mickael; Charpak, Serge (2017-01-31). "Light controls cerebral blood flow in naive animals". Nature Communications. 8 (1). doi:10.1038/ncomms14191. ISSN 2041-1723.
4. ↑  Osmanski, B.F.; Martin, C.; Montaldo, G.; Lanièce, P.; Pain, F.; Tanter, M.; Gurden, H. (2014-07). "Functional ultrasound imaging reveals different odor-evoked patterns of vascular activity in the main olfactory bulb and the anterior piriform cortex". NeuroImage. 95: 176–184. doi:10.1016/j.neuroimage.2014.03.054. ISSN 1053-8119. {{cite journal}}: Check date values in: |date= (help)
5. ↑  Gesnik, Marc; Blaize, Kevin; Deffieux, Thomas; Gennisson, Jean-Luc; Sahel, José-Alain; Fink, Mathias; Picaud, Serge; Tanter, Mickaël (2017-04). "3D functional ultrasound imaging of the cerebral visual system in rodents". NeuroImage. 149: 267–274. doi:10.1016/j.neuroimage.2017.01.071. ISSN 1053-8119. {{cite journal}}: Check date values in: |date= (help)
6. ↑  Urban, Alan; Dussaux, Clara; Martel, Guillaume; Brunner, Clément; Mace, Emilie; Montaldo, Gabriel (2015-07-20). "Real-time imaging of brain activity in freely moving rats using functional ultrasound". Nature Methods. 12 (9): 873–878. doi:10.1038/nmeth.3482. ISSN 1548-7091.
7. ↑  Osmanski, Bruno-Félix; Pezet, Sophie; Ricobaraza, Ana; Lenkei, Zsolt; Tanter, Mickael (2014-10-03). "Functional ultrasound imaging of intrinsic connectivity in the living rat brain with high spatiotemporal resolution". Nature Communications. 5 (1). doi:10.1038/ncomms6023. ISSN 2041-1723.